# Жирново
Жирно́во (рос. Жирново) — присілок у складі Шабалінського району Кіровської області, Росія. Входить до складу Гостовського сільського поселення.
Населення становить 71 особа (2010, 158 у 2002).
Національний склад станом на 2002 рік — росіяни 100 %.